# Минута молчания

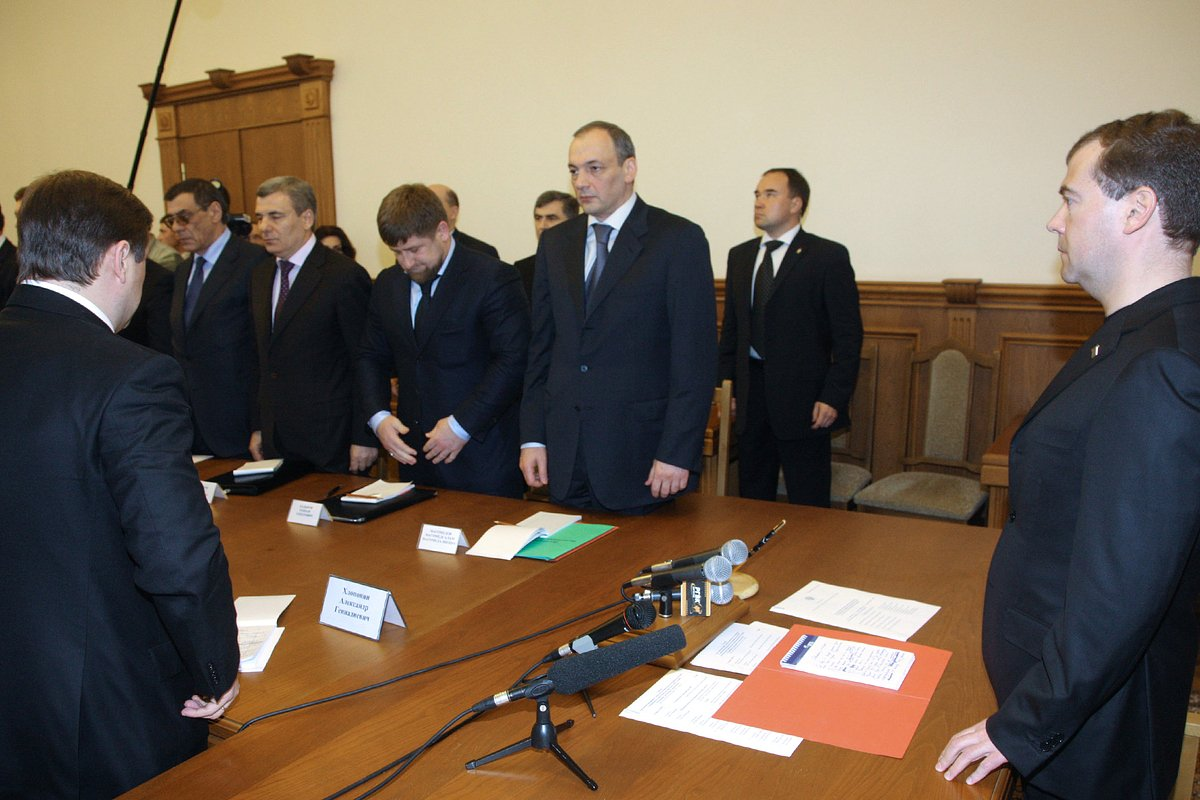
Минута молчания по погибшим при теракте в Кизляре, 1 апреля 2010 года

Мину́та молча́ния — символический ритуал в память о каком-либо трагическом событии и погибших в нём людях. Участвующие в ритуале встают и чтят память, не произнося речей и не разговаривая друг с другом. Минута молчания, как правило, длится менее одной минуты.

## Происхождение
13 февраля 1912 года сенат Португалии почтил 10-минутным молчанием память Жозе Параньоса, министра иностранных дел Бразилии.
Чтить таким образом в День перемирия память погибших в Первую мировую войну в мае 1919 года предложил австралийский журналист Эдвард Джордж Хани. Он изложил идею пятиминутного поминального молчания в письме в газету «The Times». Однако 5 минут сочли слишком долгим периодом, в то время как одна минута показалась слишком короткой. Поэтому были приняты две минуты молчания.
В СССР первая минута молчания была объявлена 9 мая 1965 года. На государственном телевидении транслировался вечный огонь на фоне кремлёвской стены под звук метронома. Минута молчания предварялась призывом диктора к светлой памяти защитников Родины, погибших во имя Победы, и завершалась исполнением песни «Широка страна моя родная».